# 答案
| ウィキペディアには「答案」という見出しの百科事典記事はありません（タイトルに「答案」を含むページの一覧/「答案」で始まるページの一覧）。 代わりにウィクショナリーのページ「答案」が役に立つかもしれません。 |